# Gauliga Mulde
Die Gauliga Mulde war eine der obersten Fußballligen des Verbandes Mitteldeutscher Ballspiel-Vereine (VMBV). Sie wurde 1923 gegründet und bestand bis zur Auflösung des VMBV 1933. Der Sieger qualifizierte sich für die Endrunde der mitteldeutschen Fußballmeisterschaft.

## Überblick
Nach der Auflösung der erstklassigen Kreisligen und Rückkehr zu den Gauligen als oberste Spielklasse zur Spielzeit 1923/24 wurde die Gauliga Mulde gegründet. Der Ligabetrieb startete mit zehn Mannschaften. Zur Spielzeit 1930/31 wurde die Gauliga Elbe-Elster dem Gau Mulde angeschlossen, fortan fand der Spielbetrieb in zwei Staffeln (Altmulde und Elbe-Elster) statt, die beiden Staffelsieger spielten dann in einem Finale die Gaumeisterschaft und Teilnahme an der mitteldeutschen Fußballendrunde aus.
Im Zuge der Gleichschaltung wurde der VMBV und demzufolge auch die Gauliga Mulde, wenige Monate nach der Machtübernahme der Nationalsozialisten im Jahre 1933 aufgelöst. Der Gaumeister der Spielzeit 1932/33 erhielt einen Startplatz in der zukünftig erstklassigen Gauliga Mitte, die weiteren Mannschaften wurden in den unteren Spielklassen eingeordnet.
Die Gauliga Mulde wurde vom VfB Preußen Greppin 1911 und VfL 1911 Bitterfeld dominiert, keinem anderen Verein gelang der Sieg in dieser Gauliga.

## Einordnung
Die übermäßige Anzahl an erstklassigen Gauligen innerhalb des VMBVs hatte eine Verwässerung des Spielniveaus verursacht, es gab teilweise zweistellige Ergebnisse in den mitteldeutschen Fußballendrunden. Die Vereine aus der Gauliga Mulde gehörten zu den spielschwächeren Vereinen im Verband. Mitte der 1920er bekamen die Gaumeister Muldes meist schon in der 1. Runde der mitteldeutschen Fußballmeisterschaft Vereine aus den spielstärksten Gauligen zugeordnet. Preußen Greppin scheiterte 1924/25 (2:3) und 1928/29 (4:6 nach Verlängerung) nur knapp am mehrmaligen Titelträger  FC Wacker Halle. Der VfL Bitterfeld konnte mehrmals die erste Spielrunde überstehen, 1926/27 drang Bitterfeld nach einem 7:3-Sieg über den SV Vorwärts Falkenberg und einem 3:2-Erfolg über den Riesaer SV in die dritte Runde vor, verlor dort jedoch gegen den Dresdner SC mit 0:2.
In der ab 1933 eingeführten erstklassigen Gauliga Mitte konnte sich der VfL Bitterfeld zwei Spielzeiten lang halten. Einem anderen Verein aus der ehemaligen Gauliga Mulde gelang bis 1944 nicht der Sprung in die Gauliga Mitte.

## Meister der Gauliga Mulde 1924–1933
| Jahr    | Gaumeister Mulde         | Abschneiden mitteldt. Meisterschaft a | Mitteldeutscher Meister     |
| ------- | ------------------------ | ------------------------------------- | --------------------------- |
| 1923/24 | VfB Preußen Greppin 1911 | 1. Runde (1)                          | SpVgg 1899 Leipzig-Lindenau |
| 1924/25 | VfB Preußen Greppin 1911 | 1. Runde (1)                          | VfB Leipzig                 |
| 1925/26 | VfL 1911 Bitterfeld      | 1. Runde (1)                          | Dresdner SC                 |
| 1926/27 | VfL 1911 Bitterfeld      | 2. Zwischenrunde (3)                  | VfB Leipzig                 |
| 1927/28 | VfL 1911 Bitterfeld      | 2. Vorrunde (2)                       | FC Wacker Halle             |
| 1928/29 | VfB Preußen Greppin 1911 | 1. Vorrunde (1)                       | Dresdner SC                 |
| 1929/30 | VfL 1911 Bitterfeld      | 2. Vorrunde (2)                       | Dresdner SC                 |
| 1930/31 | VfL 1911 Bitterfeld      | 2. Vorrunde (2)                       | Dresdner SC                 |
| 1931/32 | VfL 1911 Bitterfeld      | 1. Vorrunde (1)                       | PSV Chemnitz                |
| 1932/33 | VfL 1911 Bitterfeld      | 1. Runde (1)                          | Dresdner SC                 |

## Rekordmeister
Rekordmeister der Gauliga Mulde ist der VfL 1911 Bitterfeld, der den Titel sieben Mal gewinnen konnten.
|  | Verein                   | Titel | Jahr                                                          |
|  | ------------------------ | ----- | ------------------------------------------------------------- |
|  | VfL 1911 Bitterfeld      | 7     | 1925/26, 1926/27, 1927/28, 1929/30, 1930/31, 1931/32, 1932/33 |
|  | VfB Preußen Greppin 1911 | 3     | 1923/24, 1924/25, 1928/29                                     |

## Ewige Tabelle
Berücksichtigt sind alle Spielzeiten der erstklassigen Gauliga Mulde von 1923 bis 1933, inklusive die ab 1930 stattfindenden Finalspiele zwischen den Staffelmeistern.
| Pl. | Verein                           | Jahre | Sp. | S   | U  | N  | T+  | T-  | Diff. | Punkte  | Ø-Pkt. | Titel | Spielzeiten          |
| --- | -------------------------------- | ----- | --- | --- | -- | -- | --- | --- | ----- | ------- | ------ | ----- | -------------------- |
| 1.  | VfL 1911 Bitterfeld              | 10    | 177 | 133 | 19 | 25 | 678 | 212 | +466  | 285:69  | 1,61   | 7     | 1923–1933            |
| 2.  | VfB Preußen Greppin 1911         | 10    | 171 | 118 | 19 | 34 | 618 | 287 | +331  | 255:87  | 1,49   | 3     | 1923–1933            |
| 3.  | BC Union Sandersdorf             | 10    | 171 | 67  | 32 | 72 | 323 | 401 | −78   | 166:176 | 0,97   | 0     | 1923–1933            |
| 4.  | Holzweißiger SV                  | 10    | 172 | 67  | 28 | 77 | 455 | 414 | +41   | 162:182 | 0,94   | 0     | 1923–1933            |
| 5.  | VfB Zscherndorf                  | 10    | 170 | 69  | 23 | 78 | 347 | 376 | −29   | 161:179 | 0,95   | 0     | 1923–1933            |
| 6.  | VfR Piesteritz                   | 9     | 153 | 65  | 25 | 63 | 346 | 366 | −20   | 155:151 | 1,01   | 0     | 1923–1925, 1926–1932 |
| 7.  | SpVgg 1907 Wittenberg            | 10    | 172 | 61  | 24 | 87 | 359 | 484 | −125  | 146:198 | 0,85   | 0     | 1923–1933            |
| 8.  | VfL Wolfen                       | 7     | 126 | 55  | 20 | 51 | 303 | 281 | +22   | 130:122 | 1,03   | 0     | 1924–1931            |
| 9.  | FC Viktoria Wittenberg           | 9     | 154 | 46  | 19 | 89 | 287 | 467 | −180  | 111:197 | 0,72   | 0     | 1923–1928, 1929–1933 |
| 10. | TV Friesen Bitterfeld            | 7     | 118 | 33  | 13 | 72 | 204 | 396 | −192  | 79:157  | 0,67   | 0     | 1923–1930            |
| 11. | FC Preußen Biehla b              | 3     | 48  | 30  | 8  | 10 | 173 | 92  | +81   | 68:28   | 1,42   | 0     | 1930–1933            |
| 12. | VfB Herzberg b                   | 3     | 43  | 22  | 4  | 17 | 95  | 86  | +9    | 48:38   | 1,12   | 0     | 1930–1933            |
| 13. | Sportfreunde Torgau b            | 3     | 44  | 20  | 5  | 19 | 97  | 102 | −5    | 45:43   | 1,02   | 0     | 1930–1933            |
| 14. | SpVgg 1908 Bockwitz b            | 3     | 42  | 19  | 4  | 19 | 111 | 109 | +2    | 42:42   | 1      | 0     | 1930–1933            |
| 15. | VfB Hohenleipisch b              | 3     | 42  | 20  | 2  | 20 | 108 | 106 | +2    | 42:42   | 1      | 0     | 1930–1933            |
| 16. | BC Dommitzsch b                  | 3     | 44  | 14  | 8  | 22 | 93  | 122 | −29   | 36:52   | 0,82   | 0     | 1930–1933            |
| 17. | FC Wacker Mühlberg b             | 2     | 30  | 16  | 1  | 13 | 91  | 85  | +6    | 33:27   | 1,1    | 0     | 1931–1933            |
| 18. | SC Wacker Bitterfeld             | 2     | 36  | 9   | 7  | 20 | 80  | 121 | −41   | 25:47   | 0,69   | 0     | 1930–1932            |
| 19. | FC Hartenfels Torgau b           | 2     | 30  | 10  | 4  | 16 | 53  | 74  | −21   | 24:36   | 0,8    | 0     | 1930–1932            |
| 20. | SV Frischauf Friedersdorf        | 2     | 34  | 9   | 3  | 22 | 75  | 145 | −70   | 21:47   | 0,62   | 0     | 1931–1933            |
| 21. | SV Vorwärts Falkenberg b         | 2     | 30  | 6   | 1  | 23 | 43  | 104 | −61   | 13:47   | 0,43   | 0     | 1930/31, 1932/33     |
| 22. | SV 1911 Gröditz b                | 1     | 15  | 5   | 1  | 9  | 28  | 33  | −5    | 11:19   | 0,73   | 0     | 1930/31              |
| 23. | SV Griesheim-Elektron Bitterfeld | 1     | 18  | 1   | 4  | 13 | 24  | 57  | −33   | 6:30    | 0,33   | 0     | 1928/29              |
| 24. | SpVgg Zschornewitz               | 1     | 12  | 1   | 1  | 10 | 12  | 36  | −24   | 3:21    | 0,25   | 0     | 1923/24              |
| 25. | SV 1920 Roitzsch                 | 1     | 18  | 1   | 1  | 16 | 27  | 74  | −47   | 3:33    | 0,17   | 0     | 1925/26              |